# 2075 Martinez
2075 Martinez este un asteroid din centura principală, descoperit pe 9 noiembrie 1974.